# Jerzy Chrabąszcz
Jerzy Chrabąszcz (ur. 23 kwietnia 1951 w Braniewie) – politolog, instruktor harcerski Związku Harcerstwa Polskiego, harcmistrz. Od IX/XXVI Zjazdu ZHP (kwiecień 1989) do XXVIII Zjazdu ZHP] (grudzień 1990) zastępca, a następnie od września 1989 I zastępca naczelnika ZHP. 

## Życiorys
Uzyskał maturę w Liceum Ogólnokształcącym im. Feliksa Nowowiejskiego w Braniewie. Studia ukończył na Uniwersytecie Gdańskim. Instruktor ZHP od 1967. Drużynowy, następnie instruktor Komendy Hufca Braniewo i kierownik wydziału Komendy Chorągwi ZHP w Elblągu. W latach 1979–1982 zastępca komendanta Chorągwi Elbląskiej ZHP, w latach 1982–1989 jej komendant. Członek Rady Wojewódzkiej PRON województwa elbląskiego. W latach 1990–1993 członek Rady Naczelnej ZHP. Autor ponad trzydziestu stempli (kasowników) okolicznościowych Poczty Polskiej, głównie o tematyce harcerskiej. Inicjator i wydawca medali poświęconych wybitnym postaciom harcerstwa bitych przez Mennicę Państwową według projektów Edwarda Gorola. Współredaguje Rocznik Historii Harcerstwa wydawany przez Ogólnopolski Klub Autorów i Dokumentalistów Historii Harcerstwa „Gniezno 2000". W Wyższej Szkole Pedagogicznej w Olsztynie (obecnie Uniwersytet Warmińsko-Mazurski w Olsztynie) poświęcono jemu, jako instruktorowi i działaczowi ZHP, biograficzną pracę magisterską (1995). Autor haseł do Leksykonu Harcerstwa (1988) oraz książek: Harcerze gorszego Boga. Związek Harcerstwa Polskiego w okresie transformacji ustrojowej państwa lat 1989–1990 (2005) oraz Księga Honorowych Obywateli Fromborka – Miasta Mikołaja Kopernika. Lata 1967–2010 (2013). Honorowy Obywatel Fromborka. Żonaty, ma dorosłego syna.
W 2017 roku przeszedł na emeryturę. W ostatnich latach przed przejściem na emeryturę pełnił funkcję kierownika Biura Rady Miejskiej w Elblągu.